# خنفساء القلف الزانية
خنفساء القلف الزانية (الاسم العلمي:Scolytus fagi) (بالإنجليزية: Beech bark beetle)‏ هو نوع من الحشرات يتبع جنس خنفساء القلف من فصيلة السوسية الحقيقية. اسم هذا النوع من الخنافس منسوب إلى شجر الزان.